# Saas-Almagell
Saas-Almagell (walsertyska: Saas-Almagäll/Saas-Amikäll) är en ort och en kommun i distriktet Visp i kantonen Valais, Schweiz. Kommunen har 379 invånare (2023).